# Museo del Papel y de la Filigrana
El Museo del Papel y de la Filigrana (en italiano: Museo de la carta e della filigrana) es un pequeño museo municipal ubicado en un antiguo convento de los dominicos en la comuna italiana de Fabriano.

## Historia
El museo conserva la tradición centenaria de la producción de papel que hace de Fabriano una ciudad única en Europa. En su interior se conserva una fiel reproducción del batán medieval fabricado a mano .
La colección también incluye una importante colección de filigranas o marcas de agua antiguas y modernas: durante la visita guiada, además de ver un vídeo sobre la historia del papel, es posible asistir a una demostración de la producción de papel a mano con maestros papeleros.
De hecho, en el lugar se ha reconstruido una fábrica de papel medieval, donde es posible observar todo el ciclo de producción. Los trapos, limpiados con la "stracciarola", se sumergen en el "maceratoio" y se reducen a pulpa de papel mediante la acción de pilotes hidráulicos con martillos múltiples. Sumergiendo un tamiz especial en la cuba ("tino") donde se ha trasladado la pasta, con una agitación adecuada que tiene como finalidad escurrir el agua, se le da a la pasta la forma de láminas, que se disponen sobre un fieltro y se prensan en un torno o prensa. Después del secado, las hojas se sumergen en un baño de gelatina animal, operación llamada encolado ("collatura"), que tiene como finalidad hacerlas impermeables a la tinta; una vez secadas y prensadas, las láminas están listas para su uso.
En la librería del museo se pueden adquirir numerosos productos artesanales realizados con papel hecho a mano y encuadernados en piel natural. Previa reserva, es posible asistir a talleres didácticos, incluso de varios días de duración.